# William Kidd (Badminton)
William Kidd (* um 1950) ist ein englischer Badmintonspieler. 

## Karriere
William Kidd wurde 1973 nationaler Vizemeister in England. 1976 gewann er dort zwei Bronzemedaillen. Siegreich gestalten konnte er für sich die Welsh International 1971, die Portugal International 1972, die Sussex Championships 1973, die French Open 1973 und die Portugal International 1974.